# エリック・アンブラー
エリック・クリフォード・アンブラー OBE（Eric Clifford Ambler OBE, 1909年6月28日 - 1998年10月22日）は、イギリスの小説家。スパイ小説のジャンルに新しい写実主義をもたらしたことで知られる。チャールズ・ロッダとの共作ではエリオット・リード（Eliot Reed）というペンネームを使っている。

## 生涯
アンブラーはロンドンの生まれ。家はパペット・ショーの興行をやっていて、若い頃はアンブラーも手伝った。両親はともにミュージック・ホールのアーティストだった。インペリアル・カレッジ・ロンドン、ロンドン大学で工学を学び、工学系の会社の見習いとなるが、すぐに劇作などに転じた。1936年にデビュー作『暗い国境』を発表。1937年、それまで勤めていたロンドンの広告代理店のディレクターを辞職後、パリに移り、そこでアメリカ合衆国のファッション通信員ルイーズ・クロンビーと出逢い、結婚した。
当時のアンブラーは政治的に反ファシストで、ソビエト連邦をその唯一の反対勢力と見なしていた。初期の小説でソビエトのスパイをポジティブで共感できるキャラクター、主人公の盟友として描いているのはその反映である。しかし、1939年の独ソ不可侵条約でショックを受け、幻滅に変わった。その同じ年、代表作『ディミトリオスの棺』を発表。この作品は1944年にアメリカ合衆国でフィルム・ノワール『仮面の男（The Mask of Dimitrios）』として映画化された。また、1940年発表の『恐怖への旅』は、1943年にジョゼフ・コットン主演で（『恐怖への旅（Journey into Fear）』）、1947年にはアンブラー自らの脚本で『The October Man』として、2度映画化された。
第二次世界大戦が始まると、アンブラーは一兵士として軍に入隊した。1941年、王立砲兵隊（Royal Artillery）に配属されたが、すぐに撮影班に回され、そこで才能を発揮した。終戦の時点で、中佐ならびに軍の映画班の助監督になっていた。戦後は映画の脚本家として活躍し、1953年の『怒りの海（The Cruel Sea）』（原作：ニコラス・モンサラット Nicholas Monsarrat『非情の海（怒りの海）』）はアカデミー賞にノミネートされた。
1950年から再び小説を書き出した。1958年、ルイーズと離婚し、同年ジョーン・ハリソンと再婚。1962年に発表した『真昼の翳』は1964年に『トプカピ』として映画化され、『ピンクの豹』（1963年）にももじられた。1969年、スイスに移り住むが、16年後にはイングランドに戻った。1985年、自伝『Here Lies Eric Ambler』を出版。1994年、ジョーンがロンドンで亡くなり、1998年に、アンブラーはスイスで亡くなった。

## 著書
- 暗い国境（The Dark Frontier, 1936年）
- 恐怖の背景（Uncommon Danger, アメリカ版タイトル：Background to Danger, 1937年）
- あるスパイの墓碑銘（あるスパイへの墓碑銘）（Epitaph for a Spy, 1938年）
- 裏切りへの道（Cause for Alarm, 1938年）
- ディミトリオスの棺（The Mask of Dimitrios, アメリカ版タイトル：A Coffin for Dimitrios, 1939年）
- 恐怖への旅（Journey into Fear, 1940年）
- スカイティップ（Skytip, 1950年） - エリオット・リード名義。
- デルチェフ裁判（Judgment on Deltchev, 1951年）
- 恐怖へのはしけ（Tender to Danger, またはTender to Moonlight, 1951年） - エリオット・リード名義。
- シルマー家の遺産（The Schirmer Inheritance, 1953年）
- 反乱（叛乱）（The Maras Affair, 1953年） - エリオット・リード名義。
- 危険の契約（Charter to Danger, 1954年） - エリオット・リード名義。
- 夜来たる者（The Night-Comers, またはState of Siege, 1956年）
- 恐怖のパスポート（Passport to Panic, 1958年） - エリオット・リード名義。
- 武器の道（Passage of Arms, 1959年）
- 真昼の翳（The Light of Day, 1962年） - 1964年エドガー賞 長編賞受賞
- The Ability to Kill: And Other Pieces（1963年） - 初版にあったジョン・ボドキン・アダムズ（John Bodkin Adams）の章は名誉毀損のおそれから外された。
- 汚辱と怒り（A Kind of Anger, 1964年）
- ダーティ・ストーリー（Dirty Story, 1967年）
- インターコムの陰謀（The Intercom Conspiracy, またはThe Quiet Conspiracy, 1969年）
- グリーン・サークル事件（The Levanter, 1972年）
- ドクター・フリゴの決断（Doctor Frigo, 1974年）
- 薔薇はもう贈るな（Send No More Roses, アメリカ版タイトル：The Siege of the Villa Lipp, 1977年）
- The Care of Time（1981年）
- Here Lies: An Autobiography（1985年） - 1987年エドガー賞最優秀評論評伝賞
- Waiting for Orders, またはThe Story so Far（1991年）短編集　全9篇すべて邦訳あり

アンブラーの小説に繰り返される主題は、自分が不本意ながら犯罪者やスパイの中にいることに気付くアマチュアである。主人公は典型的に理解が及ばず、へまをやらかすアンチヒーローに見えることが多く、最終的には、果敢な行動で百戦錬磨の敵を出し抜き、自分もプロも驚かす（例として『恐怖への旅』、『真昼の翳』『ダーティ・ストーリー』）。アンブラーの本は、他のスパイ小説と違って、主人公がプロのスパイであったり、警官であったり、防諜部隊の諜報員であることは滅多にない。

## 評価
- レイモンド・チャンドラーはバーニス・バウムガルテン（ニューヨークにおけるチャンドラーのエージェントであったブラント・アンド・ブラント事務所に所属していた人物）へ宛てた1951年4月16日の手紙で以下のように書いている[4]。

エリック・アンブラーは二つの椅子のあいだに落ちこんで、スリラー的題材を扱うすべての知的作家をおびやかす危険に屈したように、私には思えます。私がつねにその危険と戦わなければならぬことを私は知っています。人物とストーリーとを、少々文学にかぶれている一般読者が理解できるレヴェルにおき、同時にそんな読者が求めもしないし、事実認めもしないけれど、潜在意識としては喜んで受けいれている知識的、芸術的うるおいをあたえることはやさしいわざではありません。言葉でスタイルと呼んだり、あるいは、もったいをつけておしつけようとしたりしなければ、一般読者はスタイルをうけいれるというのが、私のかねてからの持論です。

読者大衆の好みにあわせて調子をおろすということ（さいごにはいつも失敗することです）と読者がうけいれるのになれたかたちで書きたいことを書くということのあいだには、大きなちがいがあると思うのです。アンブラ―が知的になりすぎたということは、彼が知的作家であったことを明かにしたということとあまり変りはないのです。